# Antinsaari (ö i Norra Savolax, Varkaus, lat 62,44, long 27,90)
Antinsaari är en ö i Finland. Den ligger i sjön Unnukka och i kommunen Leppävirta i den ekonomiska regionen  Varkaus ekonomiska region  och landskapet Norra Savolax, i den sydöstra delen av landet, 290 km nordost om huvudstaden Helsingfors. Öns area är 1,8 hektar och dess största längd är 250 meter i nord-sydlig riktning.